# 10월 혁명
10월 혁명, 혹은 볼셰비키 혁명(러시아어: Великая Октябрьская социалистичеcкая революция)은 1917년 러시아 2월 혁명에 이은 러시아 혁명의 두 번째 단계다. 10월 혁명은 블라디미르 레닌의 지도 아래 볼셰비키들이 이루었으며, 카를 마르크스 사상에 기반한 20세기 최초이자, 세계 최초의 공산주의혁명이었다. 하지만, 공산주의 10월 혁명의 진짜 주체는 레닌 등의 공산주의 이론가들이 아닌, 민중들이었다. 그래서, 모스크바에 특파원으로 와 있던 일본 언론인은 민중혁명의 기운이 달아오른 모습에 대해 "노동자와 농민들이 근위병들의 탄압에도 혁명가를 부르고 있었다."고 보도했다. 레닌 자신도 "혁명이 이렇게 빠르게 올 줄은 몰랐다."고 했다고 한다.
10월 혁명은 러시아 사회민주노동당이 분열하여 형성된 극좌 세력인 볼셰비키가 일으켰다. 일련의 러시아 혁명 속에서 로마노프 왕조의 제정을 무너뜨리고 공화국을 탄생시킨 2월 혁명에 이은 두 번째 단계에 해당한다. 10월 혁명에서는 2월 혁명으로 출범한 입헌민주당(카데트) 주도의 임시정부가 쓰러지고 임시정부와 병존하고 있던 볼세비키 중심의 소비에트(노동자, 농민, 인민위원회)로 권력이 집중되었다. 이것에 이어 러시아 내전( 1917 - 1922 )이 일어나, 결국 1922년에 사상 최초로 공산주의 국가인 소련이 탄생한다.
당시 러시아는 율리우스력을 채택하고 있었으며, 현재의 태양력에 비해 13일이 늦었다. 따라서 양력으로 계산하면 11월이지만 당시의 역사적 사건에 대한 고유명사로 고착되어 계속 10월 혁명이라는 용어를 사용하고 있다.

## 배경

케렌스키 치하의 임시 정부의 문장. 황제 왕관과 모스크바 공국의 문장, 각 지역 문장이 빠져 있다.

러시아 혁명 이전에 진행하고 있던 급속한 산업화 등 사회 경제적 변화에 따라 농업을 중심으로 한 전통 사회는 타격을 받고 흔들리는 한편, 의사, 변호사, 엔지니어, 샐러리맨 등 전문가 계층이나 교육을 받은 중산층이 러시아에서 부상하고 있었다. 이러한 새로운 시민들이 힘을 얻고, 삶의 발전을 구한 것은 당연한 일로, 구체제 하에서 이러한 이들의 욕망이 혁명의 밑바탕이 되었다.
1914년 제1차 세계대전도 러시아 사회에 충격을 주어 혁명에 불을 당기는 외적 요인이었다. 이 전쟁에서 러시아는 많은 전사자가 났고, 산업과 경제는 막다른 골목에 다달았으며, 시민들의 생활은 빈곤으로 허덕이고 있다.
이렇게 시민들의 분노는 위정자에게 향하였고, 제정을 전복하기 위해 1917년 2월 혁명으로 바뀌었다. 이후 임시 정부와 소비에트가 병립하는 이중 권력 상태가 탄생하여 혼란이 계속되었지만, 사람들은 다양한 정치 세력 속에서도 강한 지도자가 될 수 있는 것을 증명하고 러시아 사회의 변혁을 약속한 볼세비키에게 지지를 보냈다.
1917년 2월 혁명으로 인해 러시아군의 군기는 혁명 전보다 오히려 더 소진해 있었던 상태였으며 1917년 9월 1일에 이르면 독일군의 공습을 받아 리가(오늘날 라트비아의 수도)가 함락되었고, 독일군이 국경까지 다다를 위기에 처해 있었던 상태였다. 아기에게 먹일 우유와 빵조차 모자라서 사람들의 불만도 극에 달해 있었다.

## 과정

### 7월 봉기
2월 혁명으로 성립된 임시 정부의 실권은 사회혁명당의 두마 의원으로, 페트로그라드 소비에트 부의장이었던 알렉산드르 케렌스키가 쥐고 있었다. 전쟁에 지쳐 평화를 바라는 병사에 반해 육군 장관을 겸임하였던 케렌스키는 제1차 세계대전의 지속을 주장했다. 6월 16일 (율리우스력), 그는 독일 제국과 오스트리아 - 헝가리 제국에 갈리시아 공격을 시작한다. (케렌스키 공세) 서전 승리에도 불구하고 병사들의 사기 하락으로 전선은 붕괴되고 7월 2일 작전은 실패로 끝났다. 7월 6일에는 반대로 독일군 - 오스트리아군의 반격이 시작되었고, 러시아군은 후퇴를 거듭하여 급기야 8월에는 독일군의 리가 공세로 리가를 빼앗겼다.
이 공격 실패를 계기로 농민들의 전쟁에 대한 불만과 노동자들의 배고픔과 어려움에 대한 불만이 폭발했다. 7월 3일에서 7월 7일(율리우스력)에 페트로그라드에서 볼세비키가 이끄는 노동자와 농민들이 거리로 나와 임시 정부에 대한 봉기를 시작했다. 페트로그라드 앞바다 해군 기지 섬 크론에서 수병 20,000명 정도가 무장을 하고 페트로그라드로 행진하여 소련에 대한 권력 집중을 요구했다. 페트로그라드와 모스크바의 노동자들도 같이 봉기하여 사태는 커졌다. 페트로그라드에서는 시가전이 일어났지만 임시 정부는 군대를 지휘하여 봉기를 진압했다.
이 봉기 이후 임시 정부는 볼세비키가 반란을 부추기고 있다고 비판하고 체포령을 내렸다. 블라디미르 레닌이나 그리고리 지노비예프를 포함한 볼세비키 지도자는 체포를 피해 몸을 피했고, 일시적으로 볼세비키의 세력은 후퇴했다. 7월부터 8월까지 볼세비키는 준합법적인 활동을 시작했지만, 러시아 정계에서 극좌의 정치적 위치는 점점 더 강력해졌다. 사회민주노동당 중 과격한 반전파가 1917년 초에 결성한 메지라이온트 (지구 연합파, межрайонцы , Mezhraiontsy, 레프 트로츠키, 아돌프 요페, 콘스탄틴 유레네프 등이 소속된)는 볼세비키와 선을 긋고 거리를 두면서 공동 보조를 취했지만, 8월 초 볼세비키 당대회에서 볼세비키에 통합되었다.
메지라이온트의 지도자들 중 특히 트로츠키는 노동자와 군인들을 격려하고 요페 이후에 "봉기를 위한 조직이 수행하는 모든 실질적인 활동은 페트로그라드 소비에트 의장 트로츠키의 지휘를 따르도록 했다"고 쓰고 있다. 이것을 병사들의 압도적인 지지를 받는 트로츠키와 그것을 위협으로 느낀 스탈린 사이에 권력 투쟁의 시작으로 해석하는 사람도 있다. 요페와 유레네프는 이후 혁명노선을 지지하고 무장봉기를 준비하고, 실행하며 볼세비키의 페트로그라드 제압에 결정적인 역할을 했다.

### 코르닐로프 사건
8월부터 9월까지 코르닐로프 사건이 일어났지만, 이것도 볼세비키의 세력 부활에 큰 역할을 한 10월 혁명의 촉매가 되었다. 임시 정부군 총사령관 라브르 코르닐로프 장군은 혼란스런 러시아를 회복하기 위해서는 더 신뢰할 수 있는 군사 지도자가 필요하다고 생각하고, 임시 정부와 소비에트에 속한 케렌스키와 대립하였다. 케렌스키는 코르닐로프를 총사령관에 임명했지만, 그 직후에 코르닐로프를 스스로 군사 독재를 하려 한다고 비판했다.
코르닐로프가 실제로 독재의 음모를 진행해하고 있던 내용도 현재도 확실하지 않은 부분이 많다. 코르닐로프는 케렌스키가 볼세비키의 협박이나 강요 아래 움직이고 있다고 생각하고 모든 러시아 국민에게 "죽어 가고 있는 러시아의 대지를 지켜라"라며 당부, 궐기하였다. 코르닐로프 장군의 쿠데타에 직면한 케렌스키는 임시정부 군인들을 신뢰하지 못하고, 볼세비키의 적위대 등 무장 세력에 구원을 요청하며, 무기까지 그들에게 나눠주었다. 코르닐로프의 쿠데타는 볼세비키의 설득을 받은 군인과 러시아군 병사들이 코르닐로프를 배신함으로써 유혈사태에까지 이르지 못한 채 실패하고 코르닐로프과 그 지지자 7,000여명이 체포됐다.

### 공농혁명위원회
1917년 10월 10일(율리우스력), 볼세비키 중앙위원회는 투표를 실시하여 10대 2로 무장봉기는 더 이상 피할 수 없으며, 시기가 무르익었다."라는 선언을 채택했다. 페트로그라드의 소비에트는 10월 12일(율리우스력)에 〈공농혁명위원회〉를 설치했다. 이것은 원래 페트로그라드의 방위를 목적으로 멘세비키가 제안한 것이었지만, 무장봉기를 위한 기관을 필요로 하고 있던 볼세비키는 찬성했다. 트로츠키는 "우리는 권력 탈취를 위한 사령부를 준비하고 있는 것으로 알려져 있다. 우리는 이 사실을 숨기지 않는다."고 연설하고 노골적으로 무장봉기의 방침을 인정했다. 그는 권력 장악을 승인하기 위해 10월 25일(율리우스력) 개회 예정인 제2회 전국 소비에트 대회에 맞춰 봉기하자고 주장했다. 멘세비키는 공농혁명위원회 참여를 거부했고, 위원회의 구성 멤버는 볼세비키 48명, 에스에르 좌파 (사회혁명당 좌파) 14명, 무정부주의자 4명이 되었다.
그 이후 군부의 각 부대가 차례로 페트로그라드의 소비에트에 대한 지지를 표명했고, 임시정부가 아닌 소비에트의 지시에 따를 것을 결정했다.

## 10월 25일

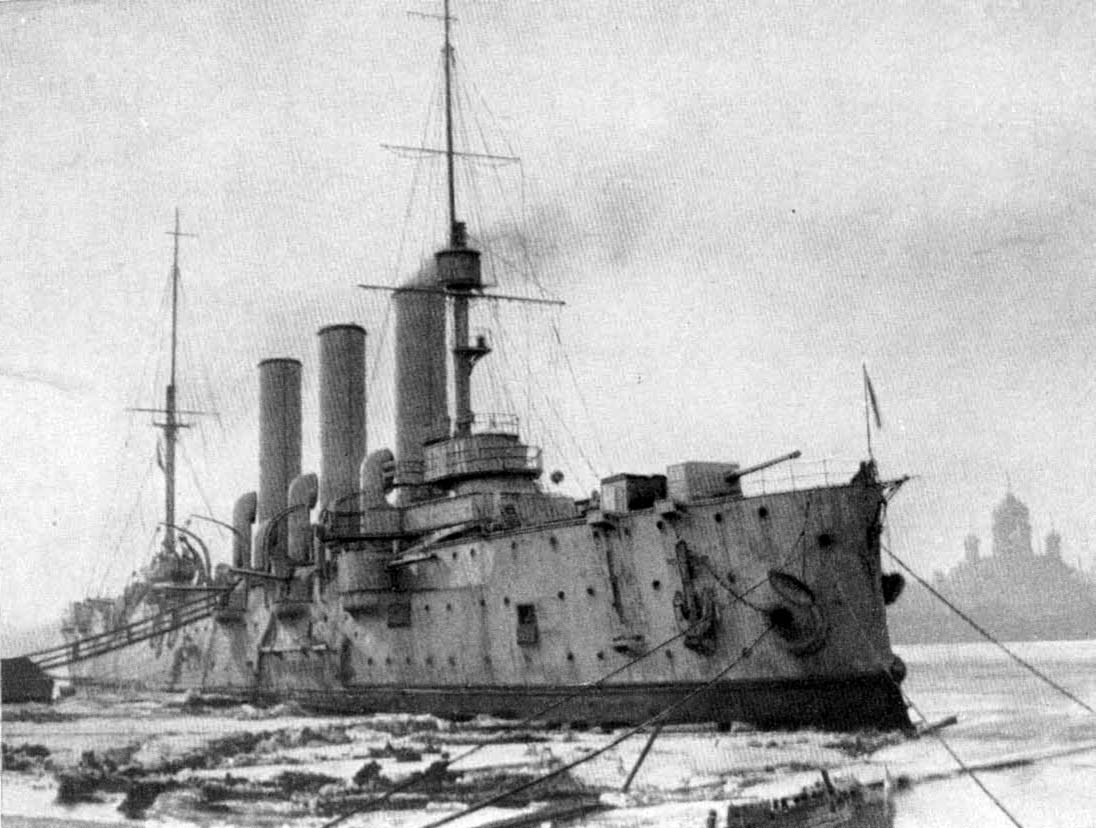
순양함 아브로라(오로라), 1917년 촬영

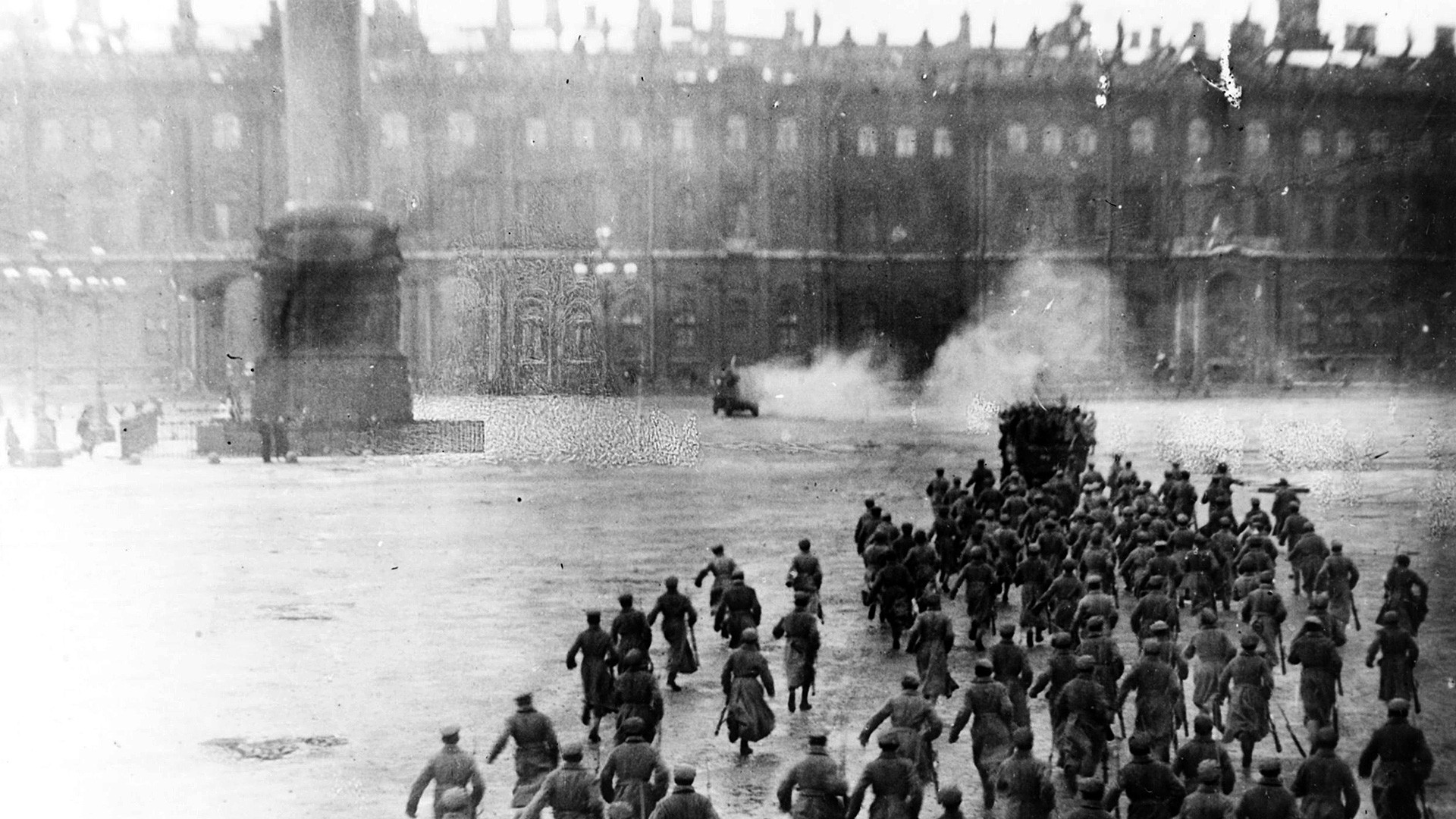
《겨울궁전의 돌입》, 1920년의 재현 군중극

10월 23일 (그레고리력 11월 5일), 볼세비키 지도자의 한 사람으로 에스토니아 인의 얀 안벨트(Jaan Anvelt)는 혁명 이후 설립된 에스토니아 자치 정부의 수도 탈린에서 극좌 혁명 세력을 이끌고 무장 봉기를 시작했다. 10월 24일, 마지막 반격을 시도했던 임시정부는 부대를 동원하여 볼세비키의 신문 《라보치 프치》, 《소르다트》의 인쇄소를 점거했지만, 공농혁명위원회는 이것을 계기로 무력 행동을 시작했다.
그러자 적위대는 별 저항없이 거의 피를 흘리지 않고, 페트로그라드의 인쇄소, 우체국, 발전소, 은행 등 요충지를 제압했고, 10월 25일(양력 11월 7일)에 '임시 정부'는 타도되었다. 국가 권력은 페트로그라드 노농 소비에트 기관이며, 페트로그라드의 프롤레타리아(무산계급)와 혁명군을 이끄는 공농혁명위원회로 옮겨졌다"고 선언했다.
임시정부의 각료가 남아 있는 겨울 궁전에 대한 점령은 25일 오후 9시 45분 방호 순양함 〈아브로라〉 공포사격을 신호로 블라디미르 안토노프 오후세엔코 이끄는 부대가 진입하기 시작했다. 겨울 궁전은 러시아군과 사관학교 생도, 여군이 방어를 맡고 있었지만, 거의 저항없이, 26일 새벽 오전 2시경에 점령되었다. 속수무책으로 회의를 계속했던 각료들은 체포되었고, 케렌스키는 마지막으로 겨울 궁전을 탈출하여 외국으로 망명했다.
10월 혁명의 공식적인 날짜는 겨울 궁전을 제외한 모든 정부 기관이 점령당한 10월 25일 (양력 11월 7일)로 되어 있다. 이후 10월 25일부터 26일에 걸쳐 사건은 소련 정부에 의해 실제보다 극적으로 그려지게 되었다. 영국의 페트로그라드에 주재한 알프레드 녹스는 겨울 궁전의 수비가 제대로 방어를 하지 못하고, 거의 무저항으로 점령당한 모습을 목격하고 쓴 책을 남겼다. 1920년 혁명 3 주년을 기념해서 겨울 궁전에서 상영한 역사재현 군중극 《겨울 궁전 돌입》에서는 겨울 궁전을 점령한 모습을 드라마틱하게 그렸다. 이후 세르게이 에이젠슈타인의 영화 《10월》(1928년) 등 10월 혁명을 그린 작품에서도 "겨울궁전 돌입"은 혁명의 절정으로, 격렬한 전투 끝에 겨울 궁전을 제압했다는 줄거리로 다루고 있다.

## 결과
러시아의 10월 혁명은 극히 드문 무혈혁명이다. 이 혁명은 알렉산드르 케렌스키 등이 이끄는 러시아 임시 정부를 전복시켰으며 1918년부터 1920년 사이 혁명파와 반혁명파간의 러시아 내전을 불러일으켰지만 결국 1922년 소비에트 연방을 탄생시켰다.
1927년 혁명의 10주년을 기념하며 소련에서는 이 혁명의 공식 명칭을 10월 공산주의 대혁명으로 결정했으며, 이 이름은 현재까지 널리 쓰이고 있다.

## 같이 보기
- 러시아 2월 혁명